# HBG1
Die Untereinheit Hemoglobin gamma-1 ist ein Protein, für welches das beim Menschen vorhandene HBG1-Gen codiert.

## Funktion
Die gammaglobin-Gene (HBG1 und HBG2) äußern sich normalerweise in der fötalen Leber, Milz und Knochenmark. Zwei gamma-Ketten bilden zusammen mit zwei alpha-Ketten das fötale Hämoglobin (HbF), welches bei der Geburt normalerweise durch das Hämoglobin Erwachsener (HbA) ersetzt wird. Bei einigen beta-Thalassämien und den damit verbundenen Bedingungen dauert die Produktion von gamma-Ketten auch noch im Erwachsenenalter an. Die zwei Arten von gamma-Ketten unterscheiden sich bei Residuum 136, wo man bei der G-gamma-Produktion (HBG2) Glycin und bei der A-gamma-Produktion (HBG1) Alanin vorfindet. Ersteres ist bei der Geburt prädominant. Die Reihenfolge der Gene im beta-globin Cluster lautet: 5' - ε – γ-G – γ-A – δ – β - 3'.